# Cueva Treugólnaya
La cueva Treugólnaya (en ruso: Треугольная пещера) está situada en el raión de Zelenchuk de la república de Karacháyevo-Cherkesia en Rusia. Se trata de un yacimiento arqueológico que se sitúa 5 km al noroeste de Kobu-Bashí y 7.5 km al norte de Pregrádnaya, en la meseta  de Baranaja, unos montes en el curso medio del río Urup. Se trata de uno de los yacimientos más antiguos del Cáucaso y de Europa del Este, pues la edad de los depósitos abarca entre 600 y 250 mil años. Está incluida entre los cien mayores descubrimientos arqueológicos.

## Características y situación
La cueva está situada en la meseta de Baranaja, un segmento de la cordillera Skalisti entre los valles del río Urup y su afluente derecho Kuvá. La cueva está ubicada en la parte superior del arroyo Gamovskaya (o Gromovskaya), en la base del acantilado, a una altura de 40 m por encima del fondo del arroyo. La altura absoluta de la cueva sobre el nivel del mar es de 1501 m. En la parte superior de este barranco hay varias cuevas más, que son visitadas por turistas y espeleólogos.
La cueva Treugólnaya es una cavidad kárstica en forma de galería. La longitud actual de la cueva es de 12 m con un ancho de 2,5 a 3 m y una altura de techo de hasta 5 m en la entrada. La superficie de la cueva en su estado actual no supera los 30 m². La entrada está orientada al suroeste, lo que garantiza una buena iluminación. Delante de la cueva hay una pequeña zona de entrada.

## Investigaciones
La cueva fue descubierta por una expedición en 1986 dirigida por el arqueólogo de San Petersburgo Vladímir Doronichev, que llevó a cabo un activo trabajo de investigación en el yacimiento durante varios años, desde 1986 hasta 2000. La estratigrafía incluye 11 capas del Pleistoceno medio que contienen artefactos de piedra, divididas por Doronichev en 4 complejos culturales cronológicos. Bajo su dirección, se llevó a cabo una investigación interdisciplinaria en el yacimiento, que incluyó estudios geomorfológicos del relieve y la estructura de los sedimentos de la cueva (S. A. Nesmeyanov), análisis paleomagnético (Guenrieta Pospelova), estudio de restos de fauna (Guennadi Baryshnikov, N.V. Garutt y otros), estudio de conchas de moluscos terrestres (I. M. Lijarev), estudios palinológicos y estudio del paleoclima (G. M. Levkovskaya), datación absoluta mediante diversos métodos y determinación de la edad de yacimientos humanos antiguos.
Los resultados de la investigación interdisciplinaria sobre la cueva fueron publicados en artículos científicos y una monografía colectiva: “Cueva Treugólnaya. Paleolítico temprano del Cáucaso y Europa del Este”.

## Resultados de la investigación
Los arqueólogos identifican en la cuevar 14 capas del Pleistoceno, en las que se encuentran herramientas del hombre antiguo junto con restos de fauna. Los antiguos habitaron esta cueva repetidamente entre hace 600 y 250 mil años. Una combinación única de diversos factores naturales permitió conservar depósitos cuya edad se estima en más de 600 mil años. La Cueva Triangular brindó una oportunidad única para estudiar el conjunto de fauna en sitios de homínidos que datan de hace más de 300 mil años. Entre el complejo faunístico, los investigadores destacan el predominio de huesos de ciervo, bisonte (Bison schoetensacki), muflón asiático, huesos de rinoceronte etrusco y otros animales.
En la cueva, los investigadores han identificado cuatro complejos culturales y cronológicos. Durante un largo período, el clima y la vegetación en el área del sitio cambiaron muchas veces.
Como sugieren los investigadores, durante el período de los antiguos asentamientos humanos, la cueva Treugólnaya estaba ubicada en el borde del cinturón subalpino y era utilizada por los humanos como lugar de refugio temporal. Este período corresponde al interglacial Muchkap (Belovezhsky) en Europa del Este. En la mayor parte del norte del Cáucaso durante este período (hace unos 600-540 mil años), prevalecía un clima seco y cálido. En la zona de media montaña donde se ubica la cueva predomina la vegetación de pradera-estepa. La vegetación leñosa de esta época era muy diferente de la moderna: en la zona del lugar crecían nogales, carpe, enebro, zelkova, pistacho, lapina, boj y castaño (hoy en día los más comunes son los abedules). La singularidad de la fauna de esta era interglacial permitió a Baryshnikov identificar un nuevo "complejo de Urup" de la fauna de mamíferos del norte del Cáucaso basándose en materiales de la cueva. Este complejo incluye al oso de las cavernas de Deninger, el lobo de Mosbach, la hiena manchada, el león, el caballo pequeño, el rinoceronte, el bisonte de Shetenzak y otros animales. El final de este interglacial hace unos 540 mil años estuvo marcado por un severo enfriamiento.
El siguiente período de ocupación humana de la cueva se remonta a hace unos 400-420 mil años. Fue una época de clima cálido y húmedo. En la zona de la cueva crecían castaños, lapinas, weigelas, gutaperchas, cicuta y otras especies. Entre las herramientas del hombre antiguo durante este período, las más numerosas eran los productos hechos de limolita. Entre las armas se distinguieron cantos tallados, protobifaces, armas combinadas y otras formas.
Durante el período hace unos 370 mil años, en el área de la cueva se registró un clima moderadamente húmedo y fresco. Durante este período, la cueva estaba ubicada en condiciones de pradera abierta o estepa montañosa. En este momento, la cueva fue habitada repetidamente por pueblos antiguos. Entre el conjunto de armas, destacan especialmente los cantos tallados.
En la última etapa de ocupación de la cueva, en el conjunto de herramientas predominaban diversas formas de raspadores.
El estudio de la Cueva Treugólnaya permitió cerrar muchos puntos ciegos en el estudio de los antiguos asentamientos tanto del Cáucaso como de Europa del Este. Los resultados de estudios interdisciplinarios permitieron obtener nuevos datos sobre la prehistoria, complejos faunísticos, paleoclima y vegetación en el período de 600 a 250 mil años.